# بهارستان (دیواندره)
بهارستان (دیواندره)، روستایی از توابع بخش سارال شهرستان دیواندره در استان کردستان ایران است.

## جمعیت
این روستا در دهستان حسین آبادشمالی قرار دارد و براساس سرشماری مرکز آمار ایران در سال ۱۳۸۵، جمعیت آن ۴۸۵ نفر (۹۸خانوار) بوده‌است.